# Кулибали, Мамаду (политик)
Мамаду Кулибали (фр. Mamadou Koulibaly; 21 апреля 1957, Берег Слоновой Кости, Французская Западная Африка) — ивуарийский политический и государственный деятель, основатель и лидер либеральной политической партии «Свобода и демократия для Республики» (Liberté et Démocratie pour la République, 2011), председатель Национального собрания Кот-д’Ивуара с 2001 по 2011 год, министр бюджета (2000), министр экономики и финансов (2000—2001). В течение многих лет был ведущим членом Ивуарийского народного фронта (ИНФ), вице-президент ИНФ (2011). Доктор экономики.
Мусульманин. Родился в Азагье-Гаре, на севере страны. До 1987 года изучал экономику в Университете Поля Сезанна в составе (Университета Экс-Марсельво Франции, стал экономистом и профессором экономики. Занимался преподавательской деятельностью.
В начале 2000-х годов работал на министерских постах, баллотировался в качестве кандидата от ИНФ на парламентских выборах в декабре 2000 года и был избран в Национальное собрание Кот-д’Ивуара.
С 22 января 2001 по 2011 год был спикером парламента страны. Подверг резкой критике Операцию ООН в Кот-д’Ивуаре в связи с гражданской войной в феврале 2006 года.
В 2015 г. был кандидатом в президенты Кот-д’Ивуара.